# Aisha bint al-Hussein
La princesse Aisha bint al-Hussein est la sœur du roi Abdallah II de Jordanie et de la princesse Zein bint al-Hussein. Elle est née le 23 avril 1968 à Amman en Jordanie, et est la fille du roi Hussein de Jordanie et de la reine Muna al-Hussein. Aisha bint Hussein agit pour la défense des droits des femmes tant dans son pays qu'au sein de l'armée.

## Biographie

### Éducation
Aisha bint al-Hussein est née à Amman en Jordanie. Elle suit sa scolarité jusqu'à l'âge de huit ans dans son pays, à l'école communautaire américaine d'Amman (en), dans la même classe que sa sœur jumelle Zein. Elle déménage aux États-Unis pour poursuivre ses études durant dix ans. Elle fréquente l'école Holton-Arms à Bethesda (Maryland). En 1986, elle est diplômée de l'école Dana Hall (en) à Wellesley (Massachusetts). En 1987, elle intègre l'académie royale militaire de Sandhurst au Royaume-Uni, pour compléter sa formation d'officier.
Elle est également diplômée en histoire moderne et politique du Moyen-Orient moderne au Pembroke College (Oxford). En juin 2010, elle obtient un Masters of Arts degree en études stratégiques en sécurité au College of International Security Affairs (CISA), de la National Defense University à Washington, aux États-Unis.

### Vie privée
En 1990, Aisha épouse Zeid Saadedine Juma à Amman. Le couple divorce plus tard. De cette union, naissent deux enfants, un garçon Aoun Juma le 27 mai 1992, et une fille Juma le 18 juillet 1996.
Le 27 janvier 2016, elle épouse Ashraf Banayoti (né Edward Banayoti). La princesse Aisha et Ashraf Banayoti divorcent six mois plus tard.

## Source de la traduction
- (en) Cet article est partiellement ou en totalité issu de l’article de Wikipédia en anglais intitulé « Princess Aisha bint Hussein » (voir la liste des auteurs).